# Belbina falleni
Belbina falleni är en insektsart som beskrevs av Stsl 1863. Belbina falleni ingår i släktet Belbina och familjen lyktstritar. Inga underarter finns listade i Catalogue of Life.